# Tre Arrow
Tre Arrow (nacido como Michael Scarpitti en 1974) es un ecoanarquista estadounidense quién obtuvo prominencia por su activismo medioambiental en el estado de  Oregón a finales de la década de los 90 e inicio de la década de los 2000, llegando a postularse para Congreso de los estados unidos en el Partido Pacífico Verde y por su arresto y condena más tardía por cometer ataques incendiarios en camiones madereros y de construcción. Trato de buscar asilo político en Canadá, pero fue extraditado a Portland, Oregón, el  29 de febrero del 2008, para afrontar 14 cargos de incendio provocado y conspiración. Estas acciones estuvieron firmadas como parte de la ofensiva del  Frente de Liberación de la Tierra (FLT). Más tarde el 3 de junio del 2008, Arrow se declaró culpable por 2 condenas de incendio provocado  y estuvo sentenciado con 78 meses en prisión. Su condena siguió en arresto domiciliario en 2009.

## Antecedentes
Arrow atrajo la atención pública en julio del 2000 cuando él escaló un edificio del Servicio Forestal de los Estados Unidos. en el centro de Portland, Oregón y se mantuvo en la cornisa de nueve pulgada durante once días, para protestar por el plan de registro Eagle Creek. Su protesta jugó una función importante en invertir los planes del Servicio Forestal en el registro el área.
Arrow estuvo en las elecciones al Congreso en el año 2000 y recibió 15,000 votos como candidato del Partido Verde Pacífico.
En octubre del 2001, sufrió una cada de 18 metros desde lo alto de un Tsuga teniendo como resultado la fractura de su pelvis, múltiples costillas rotas y una conmoción cuándo se encontraba protestando por la venta de un área natural a una compañía maderera en el condado de Tillamook.

## Ataques
El FBI buscó a Arrow en relación con el incendio provocado del 15 de abril de 2001 en Ross Island Sand and Gravel en Portland, que dejó tres camiones de cemento calcinados. El ataque dejó como saldo daños de más de $210,000 dólares, el Departamento de Justicia de Estados Unidos dice que considera que ELF es el peor grupo terrorista nacional.
El 1 de junio del mismo año tres camiones madereros, que pertenecían a Ray Schoppert Logging Company, fueron incendiados por ambientalistas en Estacada, Oregón. Los incendios se iniciaron cuando se prendieron fuego a jarras de leche llenas de gasolina. El ataque se produjo la noche antes de que la empresa comenzara a talar árboles en el sitio de tala de Eagle Creek. Un empleado alerta de la compañía Schoppert notó el incendio. El ataque fue un día antes de una movilización del Cascadia Forest Alliance en el área. En agosto de 2002, cuatro hombres fueron acusados en relación con este ataque.

## Arresto y procedimientos legales
Jacob Sherman, un estudiante de la Universidad Estatal de Portland de 21 años, fue posteriormente arrestado por el FBI e interrogado en cuatro ocasiones distintas. Aproximadamente cuatro meses después de su arresto, Sherman admitió su participación en ambos incendios provocados. Para evitar una posible cadena perpetua en prisión, Sherman nombró a otras tres personas que habían participado en los crímenes: Tre Arrow, Angela Marie Cesario y Jeremy David Rosenbloom. Cesario y Rosenbloom decidieron firmar acuerdos de declaración de culpabilidad ya que Sherman ya había implicado a Arrow. Los tres se declararon culpables y mientras Sherman nombró al destacado activista Arrow como el cerebro detrás de los incendios provocados, Cesario y Rosenbloom lo disputaron y testificaron que el propio Jacob era el autor intelectual.
Arrow fue acusado formalmente por un gran jurado federal en Oregón y acusado de cuatro delitos graves por este delito el 18 de octubre de 2002. Fue incluido en la lista de los más buscados del FBI en diciembre de 2002 y apareció en el programa de televisión America's Most Wanted. Arrow huyó a Canadá, pero el 13 de marzo de 2004, fue arrestado en Victoria por robar cortadores de pernos y también fue acusado de estar en Canadá ilegalmente. Estaba detenido en el Centro Correccional Regional de la Isla de Vancouver cerca de Victoria, donde luchó sin éxito contra la extradición a los Estados Unidos.
La familia y los partidarios de Arrow habían expresado su preocupación de que no pudiera recibir un juicio justo en los Estados Unidos debido al asesinato de carácter por parte de los medios de comunicación; al menos dos periódicos se han referido a Arrow como un "ecoterrorista", y el FBI consideró su captura como un ejemplo de su éxito en el procesamiento de terroristas en un informe de 2004 al Congreso. Los jueces de los casos canadienses y estadounidenses en su contra han dictaminado que el término "terrorista" no podía utilizarse durante los procedimientos en su contra.
Arrow fue sentenciado el 12 de agosto de 2008 en la corte federal de Portland, Oregón a 78 meses en una prisión federal por su participación en dos ataques incendiarios en 2001 por el juez de distrito de los Estados Unidos James A. Redden. Arrow se había declarado culpable anteriormente, reconociendo que prendió fuego a camiones mezcladores de cemento el 15 de abril de 2001, y camiones madereros en Schoppert Logging Company en el 1 de junio de 2001. Los tres coacusados había cumplido condenas de prisión de 41 meses en 2003. El juez aumentó la pena mínima obligatoria ordinaria de 60 meses por incendio provocado basándose en el hallazgo de que Arrow cometió los ataques incendiarios de una manera agravada calculada para influir o afectar la conducta de las víctimas por intimidación, coacción y represalias.
En junio de 2009, Arrow ingresó a un centro de rehabilitación en Portland, Oregón, después de un año en una prisión federal.
El 6 de marzo de 2012, Arrow fue arrestado por violencia doméstica. Sin embargo, no se presentaron cargos como resultado de este incidente. Sin embargo, no se presentaron cargos como resultado de este incidente.

## Candidatura a la alcaldía de Portland
El 5 de marzo de 2012, Arrow presentó una petición de nominación completa para el cargo de alcalde de Portland y se agregó al registro de candidatos. El 18 de abril de 2012, durante un debate de la alcaldía de Portland con temas ambientales, Arrow hizo una escena y la multitud de Portland, Oregón lo gritó y le pidió que regresara a su asiento.
En la primaria no partidista, Arrow ocupó el octavo lugar entre veintitrés candidatos con 916 votos, el 0,68% de los votos emitidos.